# The Unsinkable Molly Brown (musical)
Nota: Para o filme americano de 1964, veja The Unsinkable Molly Brown.
 The Unsinkable Molly Brown é um 1960 musical de 1960 com música e letra de Meredith Willson e texto de  Richard Morris. O roteiro é um relato de ficção da vida de Margaret Brown, que sobreviveu ao naufrágio do RMS Titanic, e seu rico marido. Uma versão em filme também o título de The Unsinkable Molly Brown, com roteiro de Helen Deutsch, foi lançado em 1964.

## Produções
A produção original da Broadway estreou no Winter Garden Theatre em 3 de novembro de 1960 e se encerrou em 10 de fevereiro de  1962 após 532 apresentações e uma pré-estreia. Foi dirigida por Dore Schary e coreografado por Peter Gennaro. O elenco inicial contava com Tammy Grimes, Harve Presnell e Jack Harrold. Grimes venceu o Tony Award de melhor atriz em musical. Grimes se apresentou na turnê nacional americana em 1962, incluindo Los Angeles e São Francisco em abril e junho de 1962, respectivamente.
Presnell reprisou seu papel no palco no filme de 1964, também chamado The Unsinkable Molly Brown estrelando Debbie Reynolds. Os dois estrelaram uma turnê nacional em 1989-1990.
A primeira produção no West End com Abi Finley e Sean Pol McGreevy nos papéis principais, estreou em maio de 2009.

## Números musicais
| Primeiro ato - Overture -- Orquestra - I Ain't Down Yet -- Molly Tobin and Her Brothers - Belly Up to the Bar, Boys -- Molly Tobin, Christmas Morgan and the Miners - I've A'ready Started In -- Johnny "Leadville" Brown, Christmas Morgan, Charlie, Burt and Gitter - I'll Never Say No -- Johnny "Leadville" Brown - My Own Brass Bed -- Molly Tobin - The Denver Police -- Three Policemen - Beautiful People of Denver -- Molly Tobin - Are You Sure? -- Molly Tobin, Monsignor Ryan and Guests - I Ain't Down Yet (Reprise)-- Molly Tobin and Johnny "Leadville" Brown | Segundo ato - Happy Birthday, Mrs. J. J. Brown -- Princess DeLong, Prince DeLong and the International set - Bon Jour (The Language Song) -- Molly Tobin, Prince DeLong and the International set - If I Knew -- Johnny "Leadville" Brown - Chick-a-pen -- Molly Tobin and Johnny "Leadville" Brown - Keep-a-Hoppin' -- Johnny "Leadville" Brown and His Leadville Friends - Up Where the People Are -- Monte Carlo Guests - Dolce Far Niente -- Prince DeLong and Molly Tobin - Colorado, My Home -- Johnny "Leadville" Brown, Molly Tobin and Leadville Friends |